# Kenji Mori
Kenji Mori  (jap. 森 謙治, Mori Kenji; * 21. März 1942 in Keijō, Protektorat Korea, Kaiserreich Japan (heute: Seoul, Südkorea)) ist ein japanischer Jazzmusiker (Altsaxophon, Bassklarinette, Flöte) und Musikproduzent.
Mori arbeitete in den frühen 1970er-Jahren mit Masayuki Takayanagi (mit dem 1971 erste Livemitschnitte entstanden), Sunao Wada, Isao Suzuki, Masaru Imada. 1974 nahm er unter eigenem Namen das Album Solo & Trio auf, bei dem er von Hideo Ichikawa (mit Tamio Kawabata und Arihide Kurata) begleitet wurde. 1975 folgte das der Musik Charlie Parkers gewidmete Album Plays the Bird (Offbeat), das Mori im Trio mit Nobuyoshi Ino (Bsss) und Tetsujiro Obara (Schlagzeug) eingespielt hatte. In den folgenden  Jahren arbeitete er mit Hideto Kanai & Kings Roar Orchestra, Shuko Mizuno/Toshiyuki Miyama & New Herd, in  der Formation Tee and Company (Sonnet, 1977, mit Takao Uematsu), mit Bingo Miki & Inner Galaxy Orchestra sowie mit Tatsuya Nakamura. Mit Masayuki Takayanagi gastierte er 1980 auf dem Moers Festival.
Mit Kazumi Watanabe, dem Bassisten Nobuyoshi Ino und dem Schlagzeuger Steve Jackson spielte er 1977 das Album Firebird (Three Blind Mice) ein; 1982 folgte das Livealbum Be-bop '82  (mit Yoshihiko Naya, Toshihisa Morita, Masashi Kato, Shunsuke Andoh), auf dem er Bebop-Klassiker wie „Donna Lee“, „A-Leu-Cha“ und „My Little Suede Shoes“ interpretierte. Im Bereich des Jazz war er zwischen 1971  und 1985 an 25 Aufnahmesessions beteiligt. Er war dann als Musikproduzent tätig.